# 德拉克河
德拉克河（法語：Drac，法語發音：[dʁak]）是法國的河流，位於該國東南部，屬於伊泽尔河的左支流，河道全長130公里，流域面積3,350平方公里，平均流量每秒58立方米，河口處在格勒诺布尔附近。

## 外部連結
- http://www.geoportail.fr （页面存档备份，存于）
- Sandre数据库中的德拉克河 （页面存档备份，存于）